# Cloaca Máxima
La Cloaca Máxima (latín Cloaca Maxima o, menos frecuentemente, Maxima Cloaca) era una de las redes de drenaje más antiguas del mundo. Construida en la Antigua Roma para drenar las marismas locales y eliminar los desperdicios de una de las ciudades más populosas del mundo, llevaba un afluente hacia el río Tíber, que fluía junto a la ciudad.

## Construcción
El nombre significa literalmente "La cloaca mayor". De acuerdo con la tradición, su construcción pudo haber iniciado alrededor del año 600 a. C. por órdenes del rey de Roma Lucio Tarquinio Prisco.
La Cloaca Máxima fue construida a finales del siglo VI a. C. en tiempo de los últimos reyes de Roma, originariamente como un canal a cielo abierto; en particular el rey que oficializó la construcción fue Tarquinio Prisco. Con el tiempo, los romanos cubrieron el canal y lo transformaron en una red de cloacas para la ciudad.
Esta obra pública fue mayormente lograda gracias a la dirección de ingenieros etruscos y al trabajo semiforzoso de grandes cantidades de obreros provenientes de las clases más pobres de la ciudadanía romana. Se benefició de la experiencia desarrollada por la ingeniería etrusca con el uso del arco de medio punto que la hacía muy estable y duradera en el tiempo. Fue una de las primeras grandes obras de urbanización. 
Se dice que se ejecutaron trabajos subterráneos en la cloaca por parte de Tarquinio el Soberbio, séptimo y último de los reyes de Roma.
Aunque Livio describe que fue excavada en el subsuelo de la ciudad, escribía siglos después del acontecimiento. A partir de otras fuentes, y el propio trazado de las cloacas, parece más probable que el sistema original fuese un canal a cielo abierto que recogía las aguas de los cursos naturales descendentes de las colinas, drenando también la planicie del Foro Romano y luego al Tíber. Este canal, algunas veces excavado por debajo del nivel del suelo, fue cubierto progresivamente debido a las exigencias de espacio del centro de la ciudad. Posiblemente, ambas teorías sean correctas, y, ciertamente, algunas de las partes más bajas del sistema sugieren que podrían haber estado por debajo del nivel del suelo incluso en la época de la supuesta construcción. 

Vista de la Cloaca Máxima tal como aparecía en el año 1814. Óleo sobre lienzo de Christoffer Wilhelm Eckersberg.

Los once acueductos que proporcionaban agua a Roma en el siglo I fueron finalmente canalizados a la cloaca después de haber abastecido a los muchos baños públicos como las termas de Diocleciano y las de Trajano, las fuentes públicas, los palacios imperiales y las casas particulares. El abastecimiento continuo de agua corriente ayudó a deshacerse de los desperdicios y a mantener las cloacas libres de obstrucciones. Las mejores aguas se reservaban para beber, y las de segunda calidad se usarían en los baños, cuyos residuos se conectaban con la red de cloacas por debajo de las calles de la ciudad. El sistema de acueductos fue investigado por el general Sexto Julio Frontino a finales del siglo I, quien informó sobre su estado directamente al emperador Nerva.
La Cloaca Máxima se mantuvo en buen estado durante toda la época imperial. Por ejemplo, existen indicios de una inspección y trabajos de mantenimiento en la alzada de Agripa en el año 33 a. C. Los restos arqueológicos revelan intervenciones en épocas distintas, con diversos materiales y técnicas de construcción. Su funcionamiento continuó durante mucho tiempo tras la caída del Imperio romano.

## Sistema de distribución
Tenía su origen en el barrio de la Suburra, atravesaba el Argileto, el Foro, el Velabro, el Foro Boario, y descargaba en el Tíber en los alrededores del puente Emilio.
Desde la red principal partían muchas otras ramas, pero parece ser que eran tomas "oficiales" que conducían los desperdicios desde baños públicos, retretes públicos y otros edificios de este tipo. Las residencias privadas de Roma, incluidas las más lujosas, debían conformarse con un pozo ciego o algún otro arreglo similar. 
En el año 33 a. C., se sabe que había sido inspeccionada y drenada por orden de Marco Vespasiano Agripa, y los estudios arqueológicos han revelado evidencias procedentes de distintas eras, que indican que los sistemas sanitarios recibían una atención periódica. Es decir, que la Cloaca Máxima fue periódicamente supervisada a lo largo del Imperio. En épocas más recientes, los pasajes aún existentes se han conectado a la moderna red de cloacas de Roma, principalmente para enfrentarse a la corriente contraria del río. Así, hoy arrastra agua de lluvia y deshechos desde el centro de la ciudad, por debajo del Foro antiguo, el Velabro y el Foro Boario. Probablemente es la cloaca más antigua aún en funcionamiento en el mundo, alrededor de dos mil años.
Se pensaba que la Cloaca Máxima era presidida por la diosa Cloacina: a "Venere Cloacina" (Venus Cloacina) le fue dedicado un pequeño santuario circular, en el punto en el que la conducción entraba en el Foro Romano, ante la basílica Emilia.

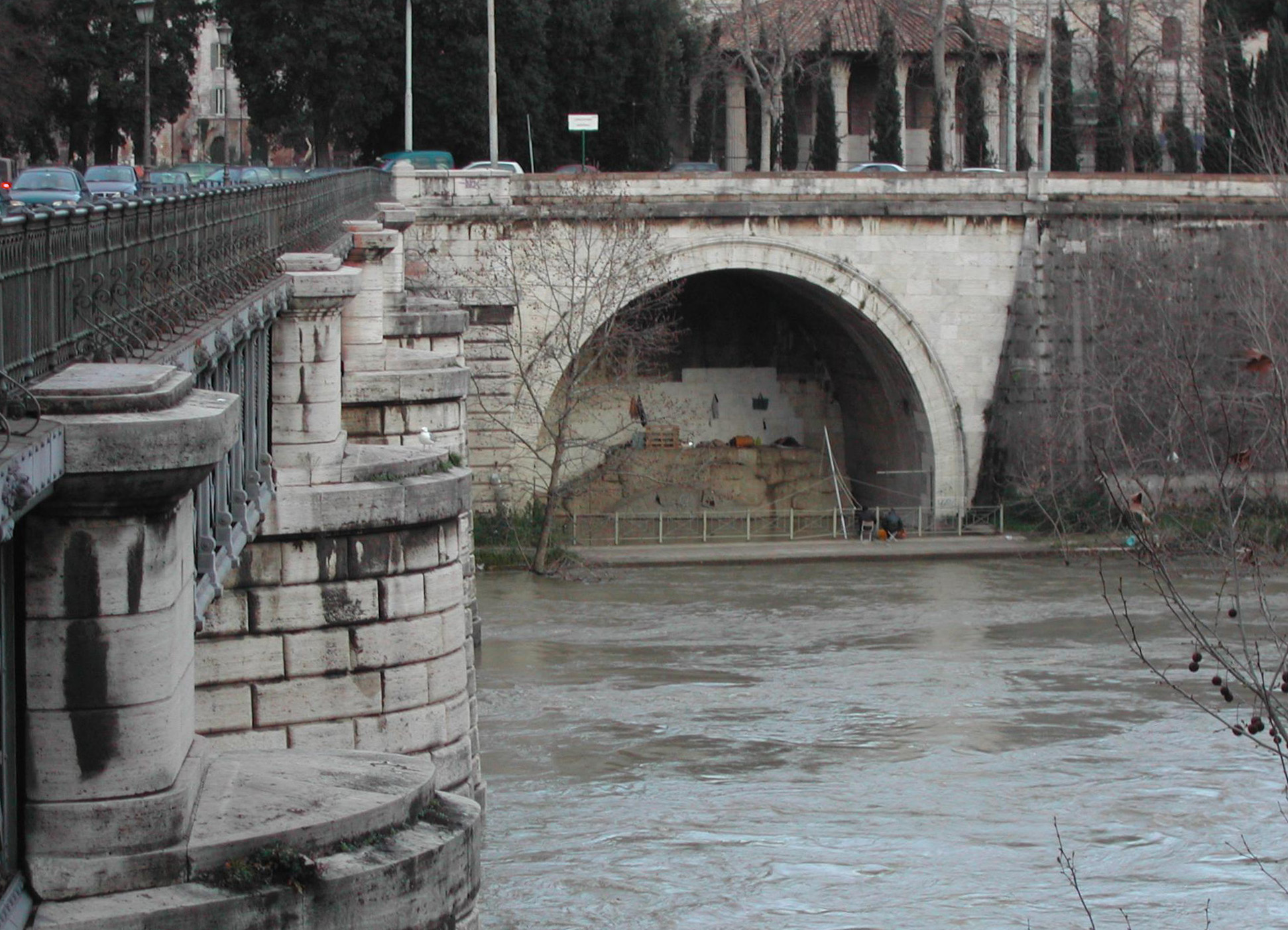
Salida de la Cloaca Máxima tal como es posible verla hoy (2005).

Se sabe que los romanos habían arrojado cuerpos de fallecidos a las cloacas en lugar de enterrarlos propiamente —en cifras variables, según la fuente—. Entre ellos, el emperador Heliogábalo o San Sebastián: esta última escena es incluso el tema de una obra de arte de Lodovico Carracci.
La salida de la Cloaca Máxima al río Tíber es todavía visible hoy desde las cercanías del ponte Rotto, y cerca del puente Palatino. Hay una escalera de acceso que desciende visiblemente desde la basílica Julia en el Foro. (Algunas imágenes aquí) Parte es visible desde la superficie situada en frente de la Iglesia de San Jorge en Velabro.

## Los restos

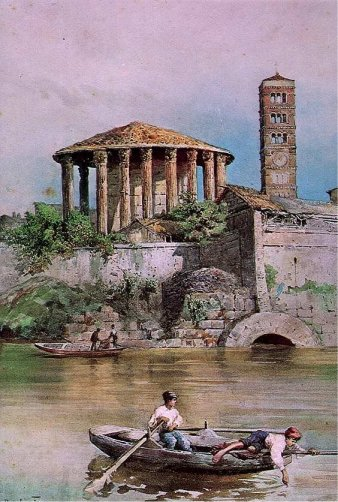
La Cloaca Máxima en una acuarela de Ettore Roesler Franz.

La parte actualmente recorrible empieza justo afuera del Foro de Nerva, cerca de la Tor de' Conti (actual via Cavour): en este tramo, hecho apto para el uso en el año 1889, el conducto tiene una altura de alrededor de cerca de 3 metros (10 pies romanos), con el pavimento a cerca de 12 metros bajo el nivel de la calle moderna (o sea, cerca de 6 metros bajo el nivel antiguo). Un primer tramo en toba roja del Aniene quizá puede datarse de la época augustea, mientras la sección bajo el Foro de Nerva tiene paredes en opus caementicium con la bóveda en bloques de peperino, cuya superficie superior es aún en parte visible en la zona arqueológica: en este tramo quedan también trazas de impermeabilización en opus signinum.
La parte siguiente que atraviesa diagonalmente el foro de Nerva, ya no accesible, fue excavada en los años 1927-1928 y es probablemente contemporánea de la construcción del complejo monumental. Queda visible el tramo bajo la basílica Emilia, en travertino y toba del Aniene, probablemente contemporánea de la construcción de la misma basílica (entre el 55 y el 34 a. C.), que fue restaurada en el año 1911 por Giacomo Boni.
Bajo el Foro Romano, el conducto procede en dos galerías paralelas, para superar la menor altura. Este tramo, liberado en 1871, está construido en opera incerta y en aparejo reticulado y se puede datar a finales de la época republicana; aún quedan numerosos restos antiguos; en montera de hierro, con trazas de falsa bóveda de cobertura, que podría pertenecer a la construcción original. El sector bajo la basílica Julia, contemporáneo de la construcción de ese edificio, tiene bóveda de toba del Aniene; quedan aún partes más antiguas en toba de Grotta Oscura, que posiblemente se remontan a la construcción de la precedente basílica Sempronia (169 a. C.).
El recorrido sigue luego por el Vicus Tuscus atravesando el Velabro: en este tramo un conducto en opus caementicium del siglo I lo sustituye con una modificación del recorrido más antiguo, barrado, cubierto con losas de montera de hierro, colocadas a cappuccina, que data del siglo IV a. C. Además en este tramo el acceso es difícil y el conducto está poco explorado. Otro ámbito accesible se encuentra en el antiguo Foro Boario, en correspondencia con el llamado Arco de Jano cuadrifronte. En este punto las aguas que aún recorren el antiguo conducto se desvían a un colector moderno y el resto del recorrido está totalmente bloqueado e inaccesible.
Aún es visible, cerca de los restos del Ponte Rotto, cerca del Ponte Palatino, la antigua desembocadura de la Cloaca Máxima, constituida por un arco con un anillo de segmentos triples en lapis gabinus (Pietra sperone).
La Cloaca Máxima tenía numerosas ramificaciones: ante la basílica Emilia en el Foro Romano se iniciaba la tubería que recorría la vía Sacra procedente del Arco de Tito y en la parte trasera de la basílica Julia desembocaban las cloacas de las construcciones de Domiciano en las laderas del Monte Palatino, construidas en latericio (mattoni) y con copertura a cappuccina.

## Influencia
El sistema de cloacas romano fue muy imitado en todo el Imperio romano, especialmente cuando se combinaba con generoso aprovisionamiento de agua a través de acueductos. El sistema de cloacas de Eboracum —la actual ciudad inglesa de York— fue especialmente impresionante y parte de ella aún se conserva hoy en día.